# Luebo
Luebo of Lwebo is een stad in Congo-Kinshasa en is de hoofdplaats van de provincie Kasaï.
Luebo telt naar schatting 40.000 inwoners.
Het is sinds 1959 de zetel van een rooms-katholiek bisdom.
Sankuru · Bas-Uele · Kongo Central · Kwango · Kwilu · Mai-Ndombe · Kinshasa · Kasaï · Lulua · Kasaï oriental · Lomami · Maniema · Zuid-Kivu · Noord-Kivu · Ituri · Haut-Uele · Tshopo · Noord-Ubangi · Mongala · Zuid-Ubangi · Evenaarsprovincie · Tshuapa · Tanganyika · Haut-Lomami · Lualaba · Haut-Katanga